# Arroyo Tala (Arroyo Maciel)
Der Arroyo Tala, auch als Arroyo del Tala bekannt, ist ein auf dem Gebiet der Departamento Flores im zentralen Süden Uruguays gelegener kleiner Flusslauf.
Der Nebenfluss des Arroyo Maciel entspringt in der Cuchilla Grande auf dem Gebiet von Flores. Er bahnt sich danach seinen Weg in südwest-nordöstlicher Richtung bis an die Grenze des Departamentos Florida. Dort mündet er schließlich in den Arroyo Maciel.